# Schawlow-Townes-Limit
Das Schawlow-Townes-Limit (selten auch Schawlow-Townes-Linienbreite) beschreibt in der Physik eines Lasers die minimale spektrale Linienbreite eines Laserstrahls, die nicht unterschritten werden kann. Es ist benannt nach den beiden Physik-Nobelpreisträgern Arthur L. Schawlow und Charles H. Townes, die diesen Grenzwert im Jahr 1958 und somit bereits vor dem Bau des ersten Lasers im Jahr 1960 vorhersagten. Ein Laser kann keine „unendlich schmale“ Linienbreite, also eine einzige und exakt definierte Lichtfrequenz, haben. Die Ursachen für diese Grenze sind quantenmechanische (besonders die spontane Emission, die im Gegensatz zur stimulierten Emission phasenverschoben stattfindet, und die Heisenbergsche Unschärferelation) und optische Effekte (Wechselwirkung des Lichts mit den Komponenten des Lasers, „Rauschen“).
Die Linienbreite ist gegeben durch die Formel
{\displaystyle \Delta \nu _{\text{Laser}}={\frac {2\pi h\nu (\Delta \nu _{\mathrm {c} })^{2}}{P_{\mathrm {aus} }}},}
wobei {\displaystyle h} die Planck-Konstante, {\displaystyle \Delta \nu _{\mathrm {c} }} die Bandbreite des Laserresonators und {\displaystyle P_{\mathrm {aus} }} die Ausgangsleistung des Lasers sind. In manchen Quellen fehlt in dieser Formel der Faktor 2, dies hängt davon ab, ob die Herleitung der Formel mit der vollen oder nur der halben Halbwertsbreite der Normalverteilung durchgeführt wird. Dies ändert jedoch nichts am Ergebnis, da dann die Bandbreiten {\displaystyle \Delta \nu _{\text{Laser}}} und {\displaystyle \Delta \nu _{\mathrm {c} }} zur Berechnung ebenfalls halbiert werden müssen.
Es existieren Arbeiten, die diese Grenze unterbieten. Dies bedeutet jedoch weiterhin nicht, dass unendlich schmale Linienformen möglich wären, sondern lediglich, dass die minimale Breite von Schawlow und Townes zu „pessimistisch“ geschätzt wurde.
In einer Veröffentlichung von 2020 wurde darauf hingewiesen, dass in der Originalarbeit von Gordon, Zeiger und Townes die Maser-Linienbreite rein semi-klassisch hergeleitet wurde, während Quantenfluktuationen nicht berücksichtigt wurden, und dass beim Transfer zum optischen Regime durch Schawlow und Townes ebenfalls keine Quantenfluktuationen berücksichtigt wurden. Da die Schawlow-Townes-Linienbreite rein semi-klassisch hergeleitet wurde, ist es offensichtlich, dass diese Linienbreite eine semi-klassische physikalische Ursache haben muss. In dieser Veröffentlichung wurde die fundamentale Linienbreite eines Lasers semi-klassisch hergeleitet. Es wurde gezeigt, dass die originale Schawlow-Townes-Linienbreite eine vierfache Näherung dieser fundamentalen Linienbreite eines Lasers darstellt, wobei die vier Näherungen aus den beiden Original-Veröffentlichungen bereits deutlich werden. Weiterhin wurde gezeigt, dass die Schawlow-Townes-Linienbreite aufgrund dieser Näherungen keine untere Grenze für die Linienbreite eines Lasers darstellt. Bereits zuvor wurde gezeigt, dass spontane Emission in den Lasermode nicht mit einer beliebigen Phasenverschiebung stattfinden kann, da dies die Energieerhaltung verletzen würde.

## Weiterführende Links
- Schawlow und Townes: Infrared and Optical Masers, Originalarbeit (englisch)
- Schawlow–Townes Linewidth in der Encyclopedia of Laser Physics and Technology (englisch)